# 665 v.Chr.
Het jaar 665 v.Chr. is een jaartal volgens de christelijke jaartelling.

## Gebeurtenissen

### Griekenland
- Corcyra en de moederstad Korinthe zijn in oorlog, er vindt een zeeslag plaats.